# Lecane braumi
Lecane braumi är en hjuldjursart som beskrevs av Koste 1988. Lecane braumi ingår i släktet Lecane och familjen Lecanidae. Inga underarter finns listade i Catalogue of Life.